# Dong Zhuo
Dong Zhuo (faleceu a 22 de maio de 192) foi um poderoso senhor da guerra durante a dinastia Han Oriental e na era dos Três Reinos, chegando ao posto de Chanceler.
Tomou posse de Luoyang em 189 depois da capital ter mergulhado no caos após a morte do Imperador Ling e um conflito sangrento entre os eunucos e os magistrados. Dong Zhuo depôs o legítimo herdeiro ao trono e regeu em seu lugar um o Imperador fantoche Xian.
Eventualmente, a tirania e a crueldade de Dong Zhuo gracejou-lhe muitos rivais, e senhores da guerra de toda a China formaram uma coligação contra ele, forçando-o a mover a capital para oeste, para Chang'an. Dong Zhuo foi assassinado pelo seu filho adoptivo, Lü Bu, num plano engendrado pelo Ministro do Interior, Wang Yun.